# Кіяшкувець
Кіяшкувець (пол. Kijaszkówiec) — село в Польщі, у гміні Черніково Торунського повіту Куявсько-Поморського воєводства.